# Batalha de Adramício (1334)
A Batalha de Adramício ocorreu no outono de 1334 entre as frotas de uma liga naval cristã, formada em 1312 e chefiada pela República de Veneza e os Cavaleiros Hospitalários, e o Beilhique de Carasi dos turcos. A batalha foi uma vitória cristã.

## Antecedentes
Os participantes da liga concordaram em reunir uma frota de 40 galés, das quais 10 navios foram contribuídos por Veneza e 10 pelos Hospitalários, seis pelos bizantinos e Chipre, e outros oito conjuntamente pelo papa e o rei da França. A frota se reuniria na fortaleza veneziana de Negroponte e operaria por um período de cinco meses. Na ocasião, os bizantinos não enviaram quaisquer navios e a frota da liga, quando zarpou em 1334, compreendia 34 galés. A frota veneziana começou operações no inverno de 1333/1334, lutando com forças combinadas dos beis turcos Umur Begue de Aidim e Solimão de Sarucã fora da Moreia, bem como forças do pirata eslavo Zassis.

## Batalha
O esquadrão franco-papal juntou-se aos outros esquadrões no verão de 1334, e a frota conjunta prosseguiu para atacar a costa ocidental da Ásia Menor, pertencente aos beilhiques de Aidim, Casari e Sarucã. No outono, a liga foi confrontada pela frota do bei carasida Iacchi. Numa série de confrontos, os cruzados infligiram uma grande derrota aos carasidas. Os detalhes e cronologia exata são disputados — segundo uma carta muito danificada de Marino Sanudo, o Velho, lutas ocorreram em 8, 11, 14 e 17 de setembro, quando o genro de Iacchi foi morto — mas segundo os relatos ocidentais, 150-200 foram destruídos e 5 000 turcos foram mortos.

## Rescaldo
A frota cristã deu continuidade ao raide na costa da Ásia Menor e lançou um ataque a Esmirna, a principal base naval do beilhique aidinida. No evento, a vitória cristã em Adramício não foi seguida e provou-se infrutífera; logo a frota aliada partiu do egeu, os raides turcos recomeçaram. O rei Hugo IV do Chipre conseguiu mais duas vitórias, sobre as quais não há detalhes, em 1336-1337, mas planos para o desembarque na Ásia Menor em preparação para uma cruzada completa tiveram de ser descartados devido a renovação do conflito entre Inglaterra e França e o deslocamento, sob ordens do rei Filipe VI de França, da frota cruzada para o canal da Mancha. Não foi até 1342 que uma nova liga foi formada, e a Cruzada Esmirniota foi lançada.